# Terremoto de Luzón de 1990
El terremoto de Luzón de 1990 fue un movimiento sísmico de magnitud 7,8 ML en la escala de Richter, ocurrido en Luzón, la isla más grande de Filipinas, el 16 de julio de 1990, a las 16:26 hora local, provocando 1.942 fallecidos y daños materiales en un área de 20 000 km².

## Sismología
El sismo provocó un corte en la superficie de 125 km de largo que se extendía desde Dingalan, Aurora hasta Cuyapo, Nueva Écija, como resultado de los movimientos de desgarre a lo largo de la Falla de Filipinas y el fallo Digdig, en el interior del Sistema de Fallas de Filipinas.
El epicentro del movimiento sísmico quedó localizado en 15° 42 N y 121° 7 E, a poca distancia de Rizal, Nueva Écija, al noreste de Cabanatuan.

## Daños

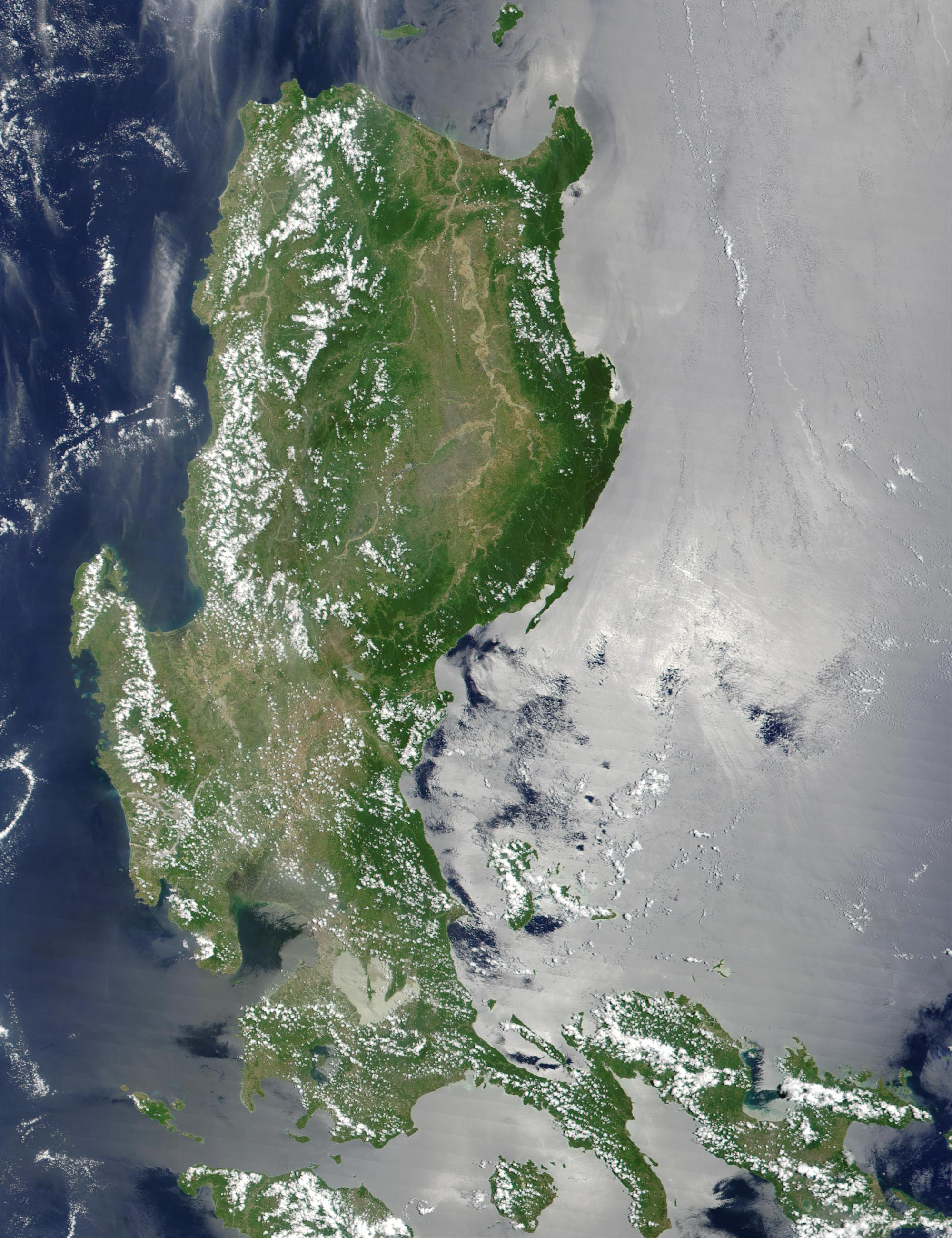
La isla Luzón vista desde un satélite de la NASA.

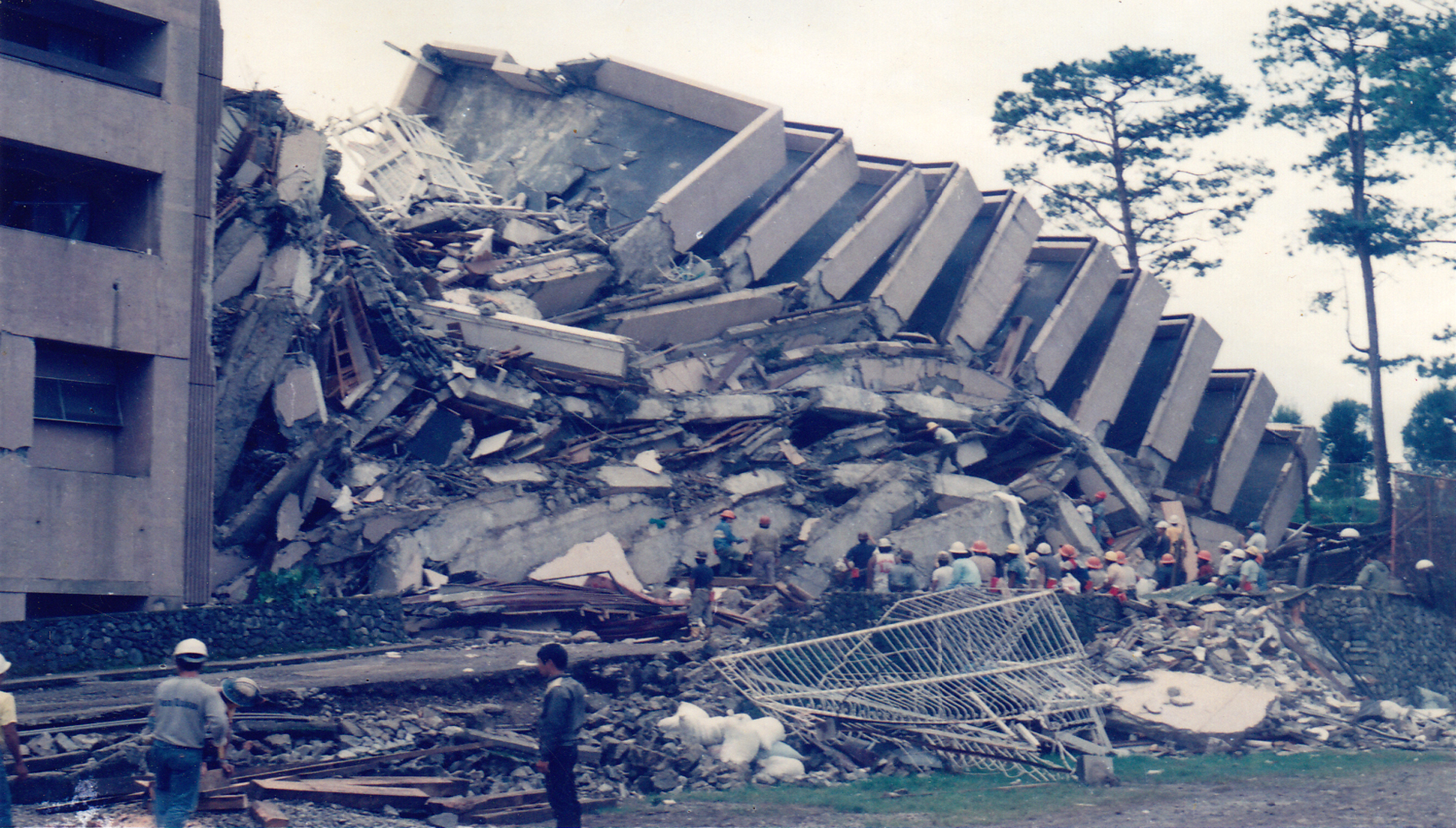
El colapso del Hotel Hyatt Terraces Baguio, tras el terremoto

Sufrió el daño más grave entre los edificios en Baguio, con el ala frontal con terrazas del hotel colapsando y cayendo en el área del vestíbulo, lo que causó la muerte de al menos 50 personas..
La estimación que se realizó concluyó que 1.942 personas perecieron, la mayoría de las víctimas se ubicaban en el centro de Luzón y la región montañosa.
El sismo causó daños en una zona de aproximadamente 20 000 kilómetros cuadrados, desde las montañas hasta la región central de la isla.
El terremotó también sacudió Manila, la capital filipina, derrumbando gran número de estructuras y provocando el caos entre su población. En Tagalog del Sur y en las regiones Bicol también se sintió el terremoto pero con pocas víctimas mortales.